# Audia
Audia là một chi bướm đêm thuộc họ Geometridae.